# Тояма
Тояма (на японски: 富山県, по английската Система на Хепбърн Toyama-ken, Тояма-кен) е една от 47-те префектури на Япония, разположена е в централната част на страната на най-големия японски остров Хоншу. Тояма е с население от 1 120 320 жители (38-а по население към 1 октомври 2001 г.) и има обща площ от 4247,22 км² (33-та по площ). Едноименният град Тояма е административният център на префектурата. В Тояма са разположени 10 града.

## Побратимени градове
- Владивосток, Русия